# Eiffel-torony
Az Eiffel-torony (magyaros kiejtése: ejfeltorony; franciául: La Tour Eiffel, kiejtéseⓘ [la tuʁ‿ɛˈfɛl]) Párizs egyik jelképe. A Champ-de-Mars park északnyugati végén, a Szajna partján, a 7. kerületben található. (Hivatalos címe: 5, avenue Anatole-France). Nevét a tervezőcég tulajdonosáról, Gustave Eiffel mérnökről kapta. Az 1889. évi világkiállításra készült, az eredeti tervek szerint a kiállítás után lebontották volna. A torony teljes magassága 324 m, ebből maga a torony 300 m, rászerelve 24 m-re magasodik egy tévé-adóantenna. Első emelete 58, a második 116, a harmadik 276 méter magasan van.
Négyzetalapú, 1,6 ha alapterületű, 10 100 tonna tömegű, 12 000 acéldarabból, szegecseléssel állították össze, átmeneti jelleggel. Évente kb. 10 tonna festék kell felülete karbantartásához.
A New York-i Chrysler Building (319 m) 1930-as felépítéséig a világ legmagasabb építménye volt.

## Története

### Előzmények

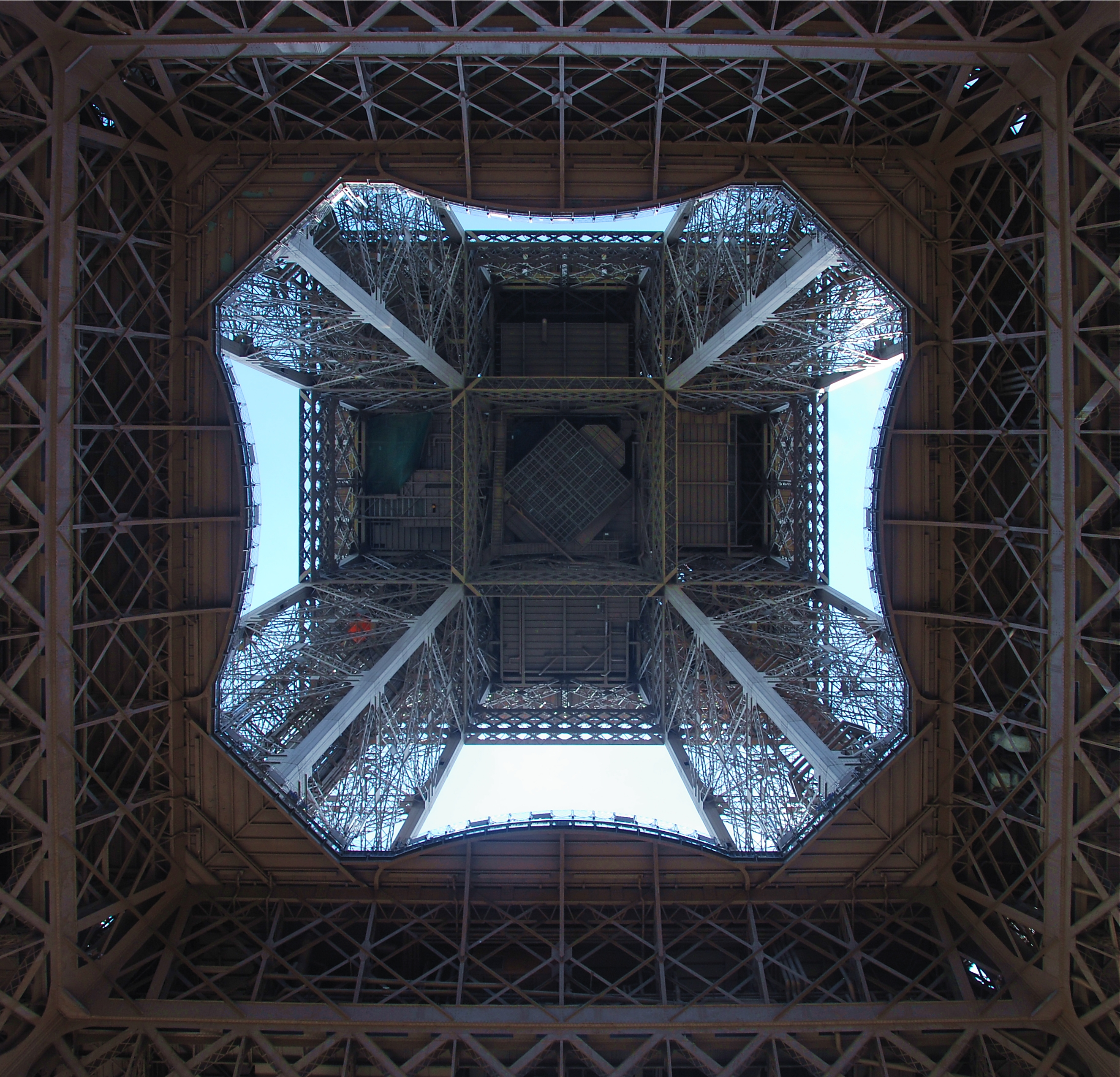
Az Eiffel-torony alulnézetben

Az 1880-as évek végére a világ számos építészét hajtotta a becsvágy, hogy monumentális, „ezer lábnál magasabb” tornyot építsen (kb. 305 m), azonban számtalan technikai problémába ütköztek. (például 1885-ben nagy nehézségek árán sikerült kőművesekkel felhúzatni a 170 méteres obeliszket Washingtonban, a Chrysler Building pedig csak homályos terv volt még; 1874-ben a Clarke, Reeves & Co. egy több mint 300 méteres tornyot szándékozott építeni Philadelphiában, amely sosem valósult meg. Franciaországban Jules Bourdais és Amédée Sébillot gondolkodott egy 300 méter magas, hagyományos módon, kőművesekkel felrakatott torony építésén, ami a kor technológiai ismeretei szerint kivitelezhetetlennek tűnt.)
A sedani vereség, Elzász és Lotaringia elvesztése után az újjászületett, de még gyenge francia köztársaságnak az 1789. évi forradalom 100. évfordulóján valami nagyszabású, dicsőítő emlékműre volt szüksége. Jules Ferry kormánya 1878-ban kezdett megszervezni egy nagy világkiállítást, melynek a megnyitását 1889. május 5-ére rögzítette.
Amikor a világkiállítás tervét 1883-ban véglegesítették, az Eiffel & Cie két mérnöke, Émile Nouguier és Maurice Koechlin épp egy fémtorony ötletével állt elő. Elképzelésüket 1884. június 6-áig formába is öntötték Stephen Sauvestre építész együttműködésével, aki finomította és díszítette az építményt. E díszek egyikeként 72 tudós – a svájci Abraham Louis Breguet és a születése szerint olasz Joseph Louis Lagrange kivételével valamennyi francia – családnevét örökítették meg rajta tudományos eredményeik elismerésének jeleként. E nevek arany betűkkel állnak az első emelet peremén. Lásd még: Az Eiffel-tornyon megörökített nevek listája

### A terv elfogadása

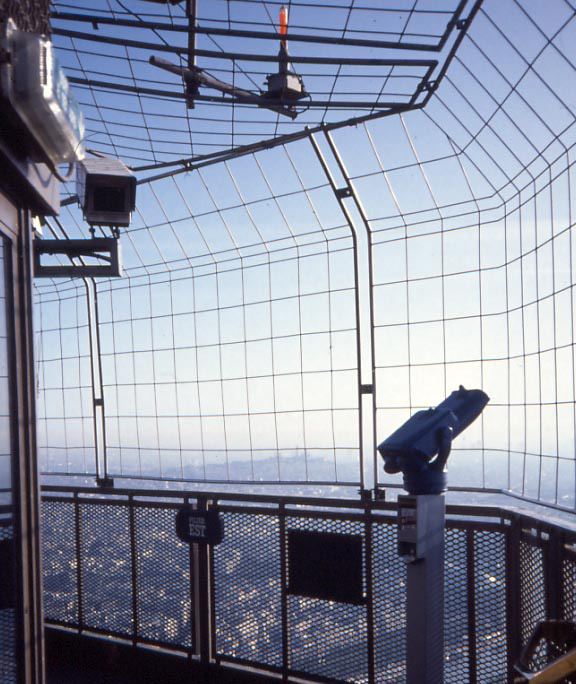
Kilátás az Eiffel-toronyból

A kezdetekben visszafogott Gustave Eiffel magáévá tette kollégáinak ötletét, megvásárolva az 1884. szeptember 18-án bejegyzett szabadalmat.
Számára most a torony „eladása” volt a legfőbb feladat. Először a fenti című tervvel Barcelona polgármesterét kereste meg, az 1888-as Világkiállításra, de ő a tervet „kissé irreálisnak és főleg túlságosan költségesnek” ítélve, elutasította.

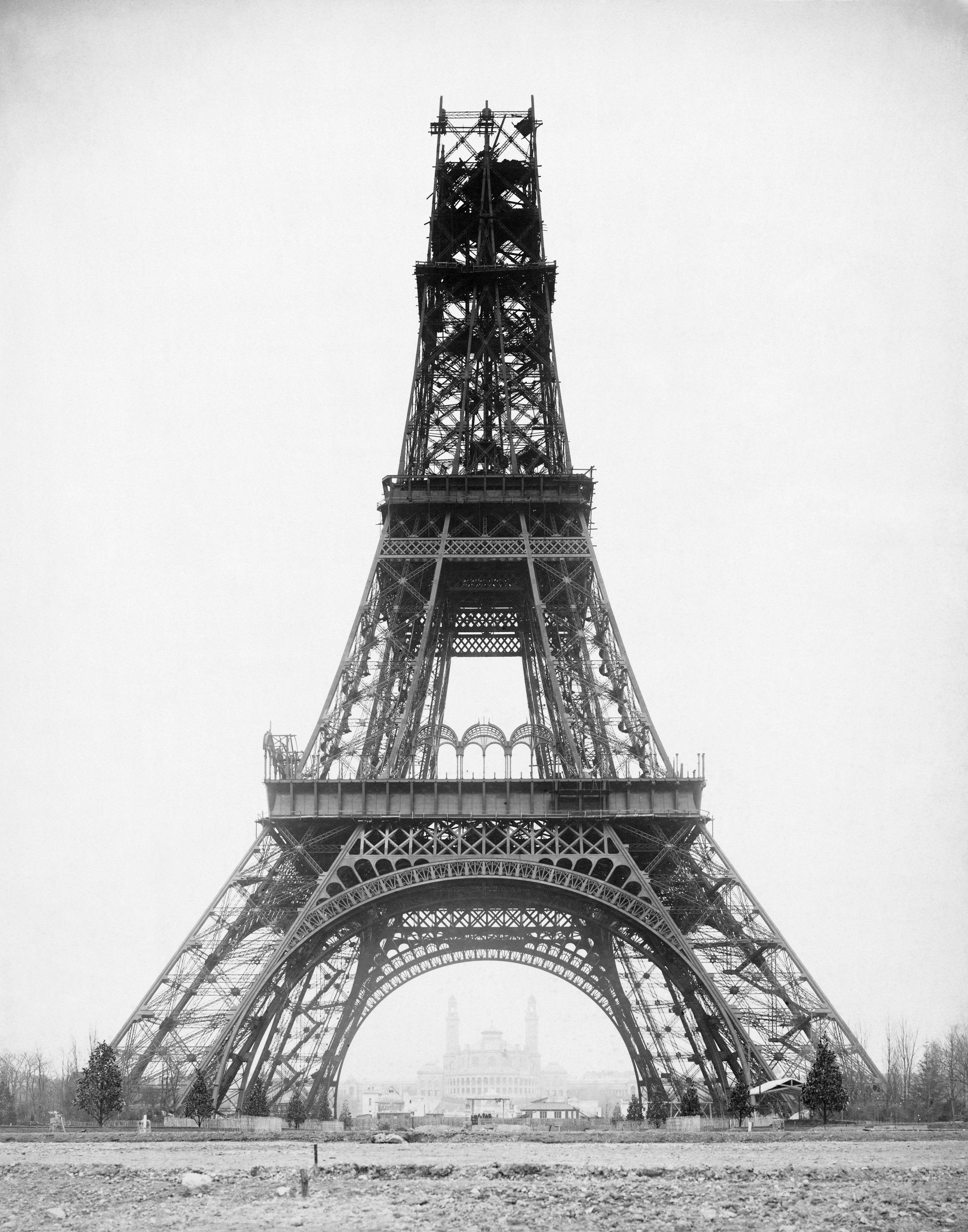
A torony építése 1888-ban

A vállalkozó megértette: ha el akarja kerülni az újabb kudarcot, a tervet hitelesebbé kell tennie mind a városatyák, mind pedig a közvélemény számára. Foggal-körömmel küzdött, óriási összegeket költve cikkekre, reklámokra és public relationsre, elsősorban Édouard Lockroy kereskedelmi minisztert, a világkiállítás főszervezőjét akarta megnyerni.
Végül is a tervet egyhangú döntéssel 1886. május 1-jén elfogadták, ami lehetővé tette Eiffel számára, hogy 1887. január 8-án szerződést kössön a francia kormánnyal. Ez az okirat tartalmazta az építmény finanszírozását és Szajna-parti, a Jéna híd tengelyében való elhelyezést. Eiffel munkamániás, köztiszteletben álló ember (Bordeaux-ban a vízbe vetette magát, hogy megmentsen egy fuldokló munkást), olyan, aki gyorsan hasznosította az új és egyszerű ötleteket, végül pedig – de nem utolsósorban – saját zsebéből megelőlegezte a 8,5 millió aranyfrankra becsült költségek 80%-át. A hatóságok 1890. január 1-jétől számított 20 évre engedték át részére a hasznosítás jogát, amely a határidő leteltével került Párizs városához.
Az építkezés 1887. január 28-án kezdődött el. Hatalmas tölcséreket vájtak, majd szárítottak ki a Mars-mezőn, hogy a kőművesek hozzákezdhessenek az oszlopok alapozásához. Telepítették a négy, új rendszerű hidraulikus emelőt – gyakorlatilag a munka minden fázisában feltaláltak valamit.

### Az építkezés

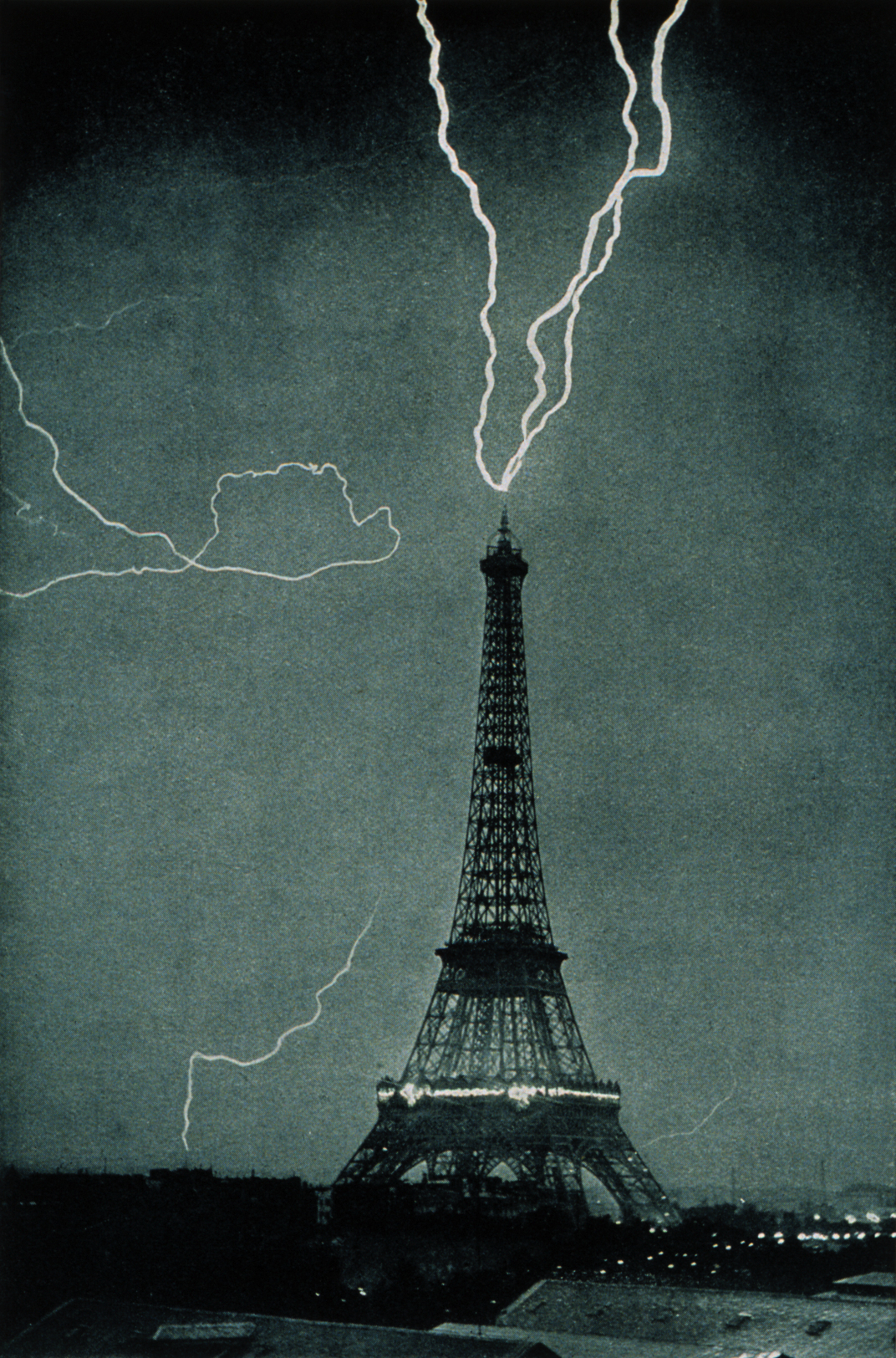
Villám csap az
Eiffel-toronyba (1902)

A torony építésének terve azonban heves ellenkezést is kiváltott. Már az első csákányvágást követően, 1887 januárjában megjelent a „művészek tiltakozása” az építmény ellen, amelyet jelentős személyiségek írtak alá: Charles Gounod, Charles Garnier, Victorien Sardou, Ifj. Alexandre Dumas, François Coppée, Sully Prudhomme, Leconte de Lisle, Guy de Maupassant, Joris-Karl Huysmans… „Nem bízunk a nagy emberekben” – mondta erre állítólag Eiffel.
Az építmény hihetetlen sebességgel épült: havonta 12 méterrel lett magasabb. Az építkezésen csak az elemek összeszerelése folyt, azok mindegyike a levallois-perret-i üzemben készült, és onnan szállították a helyszínre. A munkálatokat éjjel-nappal ellenőrző vállalkozónak az építkezés munkásainak zajos sztrájkjával is szembe kellett néznie, mivel a sajátságos körülmények között végzett munka bére nem tükrözte a vállalt veszély mértékét. Eiffel, akinek csak egy gondolat járt a fejében: határidőre elkészíteni a művet, elfogadta és megadta az annak idején túlzottan magasnak számító béreket.
1888. július 14-én elérték a második emeletet, 1889. március 31-én pedig befejezték a harmadikat. Az „elképesztő technikai vakmerőség, kiemelkedően gyors végrehajtás” (26 hónap) lehetővé tette, hogy két év elteltével felavathassák.

### A siker
A határidőt betartó Eiffel a Becsületrend lovagja lett. Május 15-én a tornyot megnyitották a nagyközönség előtt, amely el volt ragadtatva nemcsak a kilátástól, de az „ultragyors” és teljesen újszerű hidraulikus felvonóktól is. (Ezeket azonban tíz év elteltével ki kellett cserélni. Az új, 2. emeletig üzemelő, korszerű lifteket, amelyek az 1980-as évek végéig üzemeltek, a Fives-Lille vállalat magyar származású mérnöke, Korda Dezső tervezte.) A világkiállítás hat hónapja alatt a torony 2 millió látogatót fogadott. Ahhoz képest, hogy előzőleg milyen polemizálás folyt róla, elsöprő sikert aratott; az 1889-es év meghozta Eiffel számára a diadalt, és a megdicsőülést, mind mérnökként, mind pedig vállalkozóként.
Az építmény első három szintje a nyilvánosság előtt is nyitva áll, mert az első emeleten remek éttermet rendeztek be a Világkiállítás alatt, amely az első számú vendéglőnek számított Párizsban. A második szintet – 116 méter magasságban – tudományos kísérletek színhelyének szánták, ám később a Le Figaro szerkesztősége foglalta el. A harmadik emeletről pedig csodálatos kilátás nyílik Párizsra.

### Gustave Eiffel
Az 1832-ben született építészt a híres torony elkészülte után a francia akadémia tagjává választották. Épített hidat Bordeaux-ban, a Casa de Fierrót Iquitosban, csillagvizsgálót Nizzában, New Yorkban a Szabadság-szobor tartószerkezetét, Budapesten pedig a Nyugati pályaudvart, 1877-ben. Az 1892-ben kitört Panama-botrány az ő hírnevét is megtépázta, a vádak szerint rossz minőségű acélszerkezetei használhatatlanok voltak a csatorna építése folyamán, ezért két év börtönre és komoly pénzbüntetésre ítélték. Eiffel jelentős kutatásokat végzett az aerodinamika területén, sőt a repülés első kísérletezői között is számontartják. Magyarországon még két építmény elkészítésében vett részt vállalata, a Margit híd munkálataiban és a szegedi Belvárosi híd építésében. 1923-ban halt meg.

## A torony ma
A torony mindig is megosztotta a franciákat, sokan szeretik, mások kimondottan utálják: becenevei is ezt tükrözik – egyesek „Csúfság”-nak hívják, mások „Öreg Hölgy”-nek. Többször le akarták bontani, és felrobbantani. Victor Lustig 1925-ben kétszer adta el ócskavasként. A második világháborúban a németek fegyvereket akartak belőle készíteni.

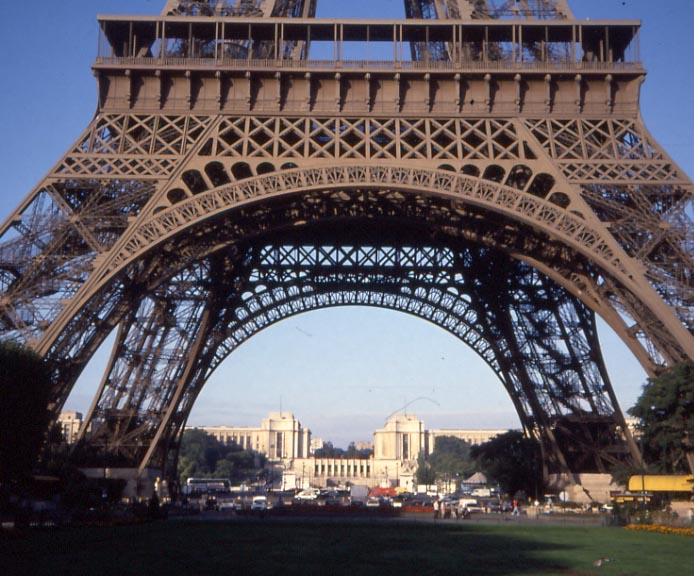
Az Eiffel-torony

Az Eiffel-torony sok megpróbáltatáson ment keresztül, de még ma is a világ egyik leghíresebb épületeként ismerjük. 2007-ben A világ hét új csodája jelöltjeként is indult, bár végül nem került be közéjük.
Első szintjét – 57 méter magasságban – 2014-ben teljesen felújították és átalakították: többek közt átlátszó üveglapra cserélték a padlózat egyes részeit. Megújult a luxusétterem és az üzletek is, hozzáférhetővé tették a bejárást mozgáskorlátozottak számára is, valamint az építmény energiaellátását is modernizálták.